# Alan Moorehead
Alan McCrae Moorehead AO CBE (* 22. Juli 1910 in Melbourne, Australien; † 29. September 1983 in London) war ein britischer Journalist und Sachbuchautor. Moorehead wurde vor allem bekannt als Auslandskorrespondent des Daily Express sowie als Verfasser vielgelesener Reiseberichte und Biographien.

## Leben und Wirken
Moorehead wuchs in Australien auf. Nach dem Besuch des Scotch College und der Universität Melbourne, die er mit einem BA-Abschluss verließ, siedelte er 1937 nach Großbritannien über.
In den folgenden Jahren verdingte Moorehead sich als Auslandskorrespondent für die englische Tageszeitung Daily Express. Neben seinen Reportagen für den Express legte Moorehead auch Biographien, Aufsätze und Reiseberichte vor, die ihn zu einem der meistgelesenen britischen Autoren seiner Zeit machten. Während des Zweiten Weltkrieges gewann er internationales Ansehen für seine Berichte von verschiedenen Kriegsschauplätzen im mittleren Osten, Asien, dem Mittelmeerraum und aus Nordwesteuropa.
Moorehead war verheiratet. Aus der Ehe gingen ein Sohn und die Tochter Caroline Moorehead hervor. 1966 erlitt Moorehead einen Schlaganfall. Eine darauf folgende Operation beschädigte sein Nervensystem und beraubte ihn der Fähigkeit zu sprechen und zu schreiben. 1968 wurde er zum Commander des Order of the British Empire und 1978 zum Officer des Order of Australia ernannt.
Seinen Nachlass übergab Moorehead noch zu Lebzeiten, 1971, der National Library of Australia.

## Schriften
- Mediterranean Front, 1941.
- A Year of Battle, 1943.
- Eclipse, 1946.
- Montgomery. Eine Biographie, 1947. (im Original: Montgomery. A Biography, 1946)
- The End in Africa, 1943.
- African Trilogy, 1945.
- The Rage of the Vulture, (1948), 1953 als Donner in Fern-Ost verfilmt.
- The Villa Diana (1951)
- The Traitors. The Double Life of Fuchs, Pontecorvo, and Nunn May, 1952.
- Rum Jungle, 1953.
- A Summer Night, 1954.
- Gallipoli, 1956.
- The Russian revolution, 1958.
- No Room in The Ark, 1959.
- The White Nile, 1960.
- Churchill. Eine Bildbiographie, 1961. (im Original: Churchill. A Pictorial Biography, 1960)
- The Blue Nile, 1962.
- * Cooper’s Creek, 1963.
- The Fatal Impact: An Account of the Invasion of the South Pacific, 1767-1840, 1966.
- Darwin and the Beagle, 1969.
- A Late Education. Episodes in a Life, 1970.
- Gallipoli, 1970.